# Ronde van Azerbeidzjan 2015
De vierde editie van de Ronde van Azerbeidzjan in Azerbeidzjan, ook de Tour d'Azerbaïdjan genoemd, vond in 2015 plaats van 6 tot en met 10 mei. De start en finish vonden plaats in Bakoe. De ronde maakte deel uit van de UCI Europe Tour 2015, in de categorie 2.1. Deze editie werd gewonnen door de Sloveen Primož Roglič.
De koers moet niet worden verward met de Ronde van Iran (Azerbeidzjan) 2015, die eind mei in Iran werd georganiseerd.

## Deelnemende ploegen
| ProContinentaal             | Continentaal          | Continentaal            | Nationaal   |
| --------------------------- | --------------------- | ----------------------- | ----------- |
| Androni Giocattoli-Sidermec | Synergy Baku          | Adria Mobil             | Estland     |
| Drapac                      | Airgas-Safeway        | An Post-Chain Reaction  | Griekenland |
| Novo Nordisk                | CCN                   | CK Banská Bystrica      | Hongarije   |
| RusVelo                     | Cycling Academy       | Dukla Praha             | Kazachstan  |
|                             | Giant-Champion System | Hrinkow Advarics        |             |
|                             | Leopard DT            | Minsk CC                |             |
|                             | MLP Team Bergstraße   | Parkhotel Valkenburg CT |             |
|                             | Tavira                | Torku Şekerspor         |             |
|                             | Tusnad                |                         |             |

## Etappe-overzicht
| etappe | datum  | start  | finish     | type       | afstand  | winnaar          | klassementsleider |
| ------ | ------ | ------ | ---------- | ---------- | -------- | ---------------- | ----------------- |
| 1e     | 6 mei  | Bakoe  | Sumqayıt   | Vlakke rit | 153,5 km | Marko Kump       | Marko Kump        |
| 2e     | 7 mei  | Bakoe  | İsmayıllı  | Heuvelrit  | 186,5 km | Primož Roglič    | Primož Roglič     |
| 3e     | 8 mei  | Qəbələ | Qəbələ     | Heuvelrit  | 177,2 km | Joshua Edmondson | Primož Roglič     |
| 4e     | 9 mei  | Qəbələ | Mingəçevir | Vlakke rit | 204,6 km | Daniel Turek     | Primož Roglič     |
| 5e     | 10 mei | Bakoe  | Bakoe      | Heuvelrit  | 143,8 km | Sergej Firsanov  | Primož Roglič     |

## Etappe-uitslagen

### 1e etappe
| Bakoe - Sumqayıt (153,5 km) |                        |                             |          |
| Plaats                      | Naam                   | Ploeg                       | Tijd     |
| Winnaar                     | Marko Kump             | Adria Mobil                 | 3u36'59" |
| 2                           | Francesco Chicchi      | Androni Giocattoli-Sidermec | z.t.     |
| 3                           | Maksym Averin          | Synergy Baku                | z.t.     |
| 4                           | Marco Zanotti          | Parkhotel Valkenburg CT     | z.t.     |
| 5                           | Jiří Hochmann          | Dukla Praha                 | z.t.     |
| 6                           | Oeladzimir Harochavik  | Minsk CC                    | z.t.     |
| 7                           | Charalampos Kastrantas | Griekenland                 | z.t.     |
| 8                           | Manuel Cardoso         | Tavira                      | z.t.     |
| 9                           | Martin Laas            | Estland                     | z.t.     |
| 10                          | Artoer Jersjov         | RusVelo                     | z.t.     |
|                             |                        |                             |          |
| 16                          | Jasper Ockeloen        | Parkhotel Valkenburg CT     | z.t.     |
| 29                          | Brent Luyckx           | Leopard DT                  | z.t.     |

### 2e etappe
| Bakoe - İsmayıllı (186,8 km) |                       |                         |          |
| Plaats                       | Naam                  | Ploeg                   | Tijd     |
| Winnaar                      | Primož Roglič         | Adria Mobil             | 3u43'26" |
| 2                            | Matej Mugerli         | Synergy Baku            | + 34"    |
| 3                            | Chris Horner          | Airgas-Safeway          | z.t.     |
| 4                            | Jasper Ockeloen       | Parkhotel Valkenburg CT | z.t.     |
| 5                            | Maksym Averin         | Synergy Baku            | + 3'50"  |
| 6                            | Aleksandr Sjoesjemoin | Kazachstan              | z.t.     |
| 7                            | František Sisr        | Dukla Praha             | z.t.     |
| 8                            | Joshua Edmondson      | An Post-Chain Reaction  | z.t.     |
| 9                            | Kristjan Fajt         | Adria Mobil             | z.t.     |
| 10                           | Sebastian Baldauf     | Hrinkow Advarics        | z.t.     |
|                              |                       |                         |          |
| 54                           | Xandro Meurisse       | An Post-Chain Reaction  | + 10'53" |

| Algemeen klassement |                       |                         |          |
| Plaats              | Naam                  | Ploeg                   | Tijd     |
| Blauwe trui         | Primož Roglič         | Adria Mobil             | 8u20'25" |
| 2                   | Jasper Ockeloen       | Parkhotel Valkenburg CT | z.t.     |
| 3                   | Matej Mugerli         | Synergy Baku            | + 34"    |
| 4                   | Chris Horner          | Airgas-Safeway          | z.t.     |
| 5                   | Maksym Averin         | Synergy Baku            | + 3'50"  |
| 6                   | Radoslav Rogina       | Adria Mobil             | z.t.     |
| 7                   | František Sisr        | Dukla Praha             | z.t.     |
| 8                   | Aleksandr Sjoesjemoin | Kazachstan              | z.t.     |
| 9                   | Sergej Firsanov       | RusVelo                 | z.t.     |
| 10                  | Kristjan Fajt         | Adria Mobil             | z.t.     |
|                     |                       |                         |          |
| 53                  | Xandro Meurisse       | An Post-Chain Reaction  | + 10'53" |

### 3e etappe
| Qəbələ - Qəbələ (177,2 km) |                    |                         |          |
| Plaats                     | Naam               | Ploeg                   | Tijd     |
| Winnaar                    | Joshua Edmondson   | An Post-Chain Reaction  | 4u07'28" |
| 2                          | Marko Kump         | Adria Mobil             | + 1"     |
| 3                          | Matej Mugerli      | Synergy Baku            | z.t.     |
| 4                          | Kristian Haugaard  | Leopard DT              | z.t.     |
| 5                          | Marco Zanotti      | Parkhotel Valkenburg CT | z.t.     |
| 6                          | František Sisr     | Dukla Praha             | z.t.     |
| 7                          | Emanuel Piaskowy   | Cycling Academy         | z.t.     |
| 8                          | Xandro Meurisse    | An Post-Chain Reaction  | z.t.     |
| 9                          | Primož Roglič      | Adria Mobil             | z.t.     |
| 10                         | Clemens Fankhauser | Hrinkow Advarics        | z.t.     |
|                            |                    |                         |          |
| 16                         | Jasper Ockeloen    | Parkhotel Valkenburg CT | z.t.     |

| Algemeen klassement |                       |                         |           |
| Plaats              | Naam                  | Ploeg                   | Tijd      |
| Blauwe trui         | Primož Roglič         | Adria Mobil             | 12u27'54" |
| 2                   | Jasper Ockeloen       | Parkhotel Valkenburg CT | + 34"     |
| 3                   | Matej Mugerli         | Synergy Baku            | z.y.      |
| 4                   | Chris Horner          | Airgas-Safeway          | z.t.      |
| 5                   | Joshua Edmondson      | An Post-Chain Reaction  | + 3'49"   |
| 6                   | Maksym Averin         | Synergy Baku            | + 3'50"   |
| 7                   | František Sisr        | Dukla Praha             | z.t.      |
| 8                   | Sergej Firsanov       | RusVelo                 | z.t.      |
| 9                   | Radoslav Rogina       | Adria Mobil             | + 3'56"   |
| 10                  | Aleksandr Sjoesjemoin | Kazachstan              | z.t.      |
|                     |                       |                         |           |
| 38                  | Xandro Meurisse       | An Post-Chain Reaction  | + 10'53"  |

### 4e etappe
| Qəbələ - Mingəçevir (204,6 km) |                    |                             |          |
| Plaats                         | Naam               | Ploeg                       | Tijd     |
| Winnaar                        | Daniel Turek       | Cycling Academy             | 4u13'55" |
| 2                              | Clemens Fankhauser | Hrinkow Advarics            | + 1"     |
| 3                              | Conor Dunne        | An Post-Chain Reaction      | z.t.     |
| 4                              | Griffin Easter     | Airgas-Safeway              | + 3"     |
| 5                              | Brenton Jones      | Drapac                      | + 42"    |
| 6                              | Marko Kump         | Adria Mobil                 | z.t.     |
| 7                              | Marco Benfatto     | Androni Giocattoli-Sidermec | z.t.     |
| 8                              | Matvej Nikitin     | Kazachstan                  | z.t.     |
| 9                              | Aidis Kruopis      | An Post-Chain Reaction      | z.t.     |
| 10                             | Marco Zanotti      | Parkhotel Valkenburg CT     | z.t.     |
|                                |                    |                             |          |
| 16                             | Jasper Ockeloen    | Parkhotel Valkenburg CT     | z.t.     |
| 52                             | Xandro Meurisse    | An Post-Chain Reaction      | z.t.     |

| Algemeen klassement |                    |                         |           |
| Plaats              | Naam               | Ploeg                   | Tijd      |
| Blauwe trui         | Primož Roglič      | Adria Mobil             | 16u42'31" |
| 2                   | Jasper Ockeloen    | Parkhotel Valkenburg CT | + 34"     |
| 3                   | Matej Mugerli      | Synergy Baku            | z.t.      |
| 4                   | Chris Horner       | Airgas-Safeway          | z.t.      |
| 5                   | Joshua Edmondson   | An Post-Chain Reaction  | + 3'49"   |
| 6                   | Maksym Averin      | Synergy Baku            | + 3'50"   |
| 7                   | František Sisr     | Dukla Praha             | z.t.      |
| 8                   | Sergej Firsanov    | RusVelo                 | z.t.      |
| 9                   | Clemens Fankhauser | Hrinkow Advarics        | + 3'52"   |
| 10                  | Radoslav Rogina    | Adria Mobil             | + 3'56"   |
|                     |                    |                         |           |
| 38                  | Xandro Meurisse    | An Post-Chain Reaction  | + 10'53"  |

### 5e etappe
| Bakoe - Bakoe (143,8 km) |                       |                         |          |
| Plaats                   | Naam                  | Ploeg                   | Tijd     |
| Winnaar                  | Sergej Firsanov       | RusVelo                 | 3u32'10" |
| 2                        | Aleksandr Sjoesjemoin | Kazachstan              | z.t.     |
| 3                        | Matej Mugerli         | Synergy Baku            | + 1"     |
| 4                        | František Sisr        | Dukla Praha             | z.t.     |
| 5                        | Chris Horner          | Airgas-Safeway          | z.t.     |
| 6                        | Pavel Gatski          | Kazachstan              | z.t.     |
| 7                        | Marco Zanotti         | Parkhotel Valkenburg CT | z.t.     |
| 8                        | Ioannis Tamouridis    | Synergy Baku            | z.t.     |
| 9                        | Primož Roglič         | Adria Mobil             | z.t.     |
| 10                       | Bernard Sulzberger    | Drapac                  | z.t.     |
|                          |                       |                         |          |
| 13                       | Peter Schulting       | Parkhotel Valkenburg CT | z.t.     |
| 38                       | Xandro Meurisse       | An Post-Chain Reaction  | + 1'15"  |

## Eindklassementen
| Plaats      | Naam                  | Ploeg                   | Tijd      |
| ----------- | --------------------- | ----------------------- | --------- |
| Blauwe trui | Primož Roglič         | Adria Mobil             | 20u14'42" |
| 2           | Jasper Ockeloen       | Parkhotel Valkenburg CT | + 34"     |
| 3           | Matej Mugerli         | Synergy Baku            | z.t.      |
| 4           | Chris Horner          | Airgas-Safeway          | z.t.      |
| 5           | Sergej Firsanov       | RusVelo                 | + 3'49"   |
| 6           | Joshua Edmondson      | An Post-Chain Reaction  | z.t.      |
| 7           | Maksym Averin         | Synergy Baku            | + 3'50"   |
| 8           | František Sisr        | Dukla Praha             | z.t.      |
| 9           | Clemens Fankhauser    | Hrinkow Advarics        | + 3'52"   |
| 10          | Aleksandr Sjoesjemoin | Kazachstan              | + 3'55"   |
| 11          | Radoslav Rogina       | Adria Mobil             | + 3'56"   |
| 12          | Sebastian Baldauf     | Hrinkow Advarics        | z.t.      |
| 13          | Marco Zanotti         | Parkhotel Valkenburg CT | + 4'01"   |
| 14          | Emanuel Piaskowy      | Cycling Academy         | z.t.      |
| 15          | Ioannis Tamouridis    | Synergy Baku            | + 4'04"   |
| 16          | Luis Lemús            | Airgas-Safeway          | + 4'32"   |
| 17          | Peter Schulting       | Parkhotel Valkenburg CT | + 4'39"   |
| 18          | Jandos Bïjigitov      | Kazachstan              | + 4'43"   |
| 19          | Daniel Turek          | Cycling Academy         | + 5'00"   |
| 20          | Kristjan Fajt         | Adria Mobil             | + 5'11"   |
|             |                       |                         |           |
| 35          | Xandro Meurisse       | An Post-Chain Reaction  | + 12'07"  |

| Plaats      | Naam            | Ploeg                   | Punten |
| ----------- | --------------- | ----------------------- | ------ |
| Groene trui | Marko Kump      | Adria Mobil             | 76     |
| 2           | Matej Mugerli   | Synergy Baku            | 71     |
| 3           | Marco Zanotti   | Parkhotel Valkenburg CT | 63     |
|             |                 |                         |        |
| 16          | Jasper Ockeloen | Parkhotel Valkenburg CT | 20     |
| 24          | Xandro Meurisse | An Post-Chain Reaction  | 12     |

| Plaats    | Naam                     | Ploeg                   | Punten |
| --------- | ------------------------ | ----------------------- | ------ |
| Rode trui | Oleksandr Soeroetkovitsj | Synergy Baku            | 15     |
| 2         | Primož Roglič            | Adria Mobil             | 11     |
| 3         | Ido Zilberstein          | Cycling Academy         | 8      |
|           |                          |                         |        |
| 4         | Jasper Ockeloen          | Parkhotel Valkenburg CT | 8      |

| Plaats      | Naam           | Ploeg                   | Tijd      |
| ----------- | -------------- | ----------------------- | --------- |
| Paarse trui | František Sisr | Dukla Praha             | 20u18'32" |
| 2           | Daniel Turek   | Cycling Academy         | + 1'10"   |
| 3           | Mihkel Räim    | Estland                 | + 8'10"   |
|             |                |                         |           |
| 9           | Jaap Kooijman  | Parkhotel Valkenburg CT | + 16'07"  |

| Plaats | Ploeg                   | Tijd      |
| ------ | ----------------------- | --------- |
|        | Synergy Baku            | 60u52'34" |
| 2      | Adria Mobil             | + 29"     |
| 3      | Parkhotel Valkenburg CT | + 46"     |

## Klassementenverloop
| Etappe       | Winnaar          | Algemeen klassement · | Puntenklassement · | Bergklassement ·         | Jongerenklassement ·  | Ploegenklassement ·     |
| ------------ | ---------------- | --------------------- | ------------------ | ------------------------ | --------------------- | ----------------------- |
| 1            | Marko Kump       | Marko Kump            | Marko Kump         | Elçin Əsədov             | Oeladzimir Harochavik | Parkhotel Valkenburg CT |
| 2            | Primož Roglič    | Primož Roglič         | Maksym Averin      | Primož Roglič            | František Sisr        | Adria Mobil             |
| 3            | Joshua Edmondson | Primož Roglič         | Marko Kump         | Oleksandr Soeroetkovitsj | František Sisr        | Adria Mobil             |
| 4            | Daniel Turek     | Primož Roglič         | Marko Kump         | Oleksandr Soeroetkovitsj | František Sisr        | Adria Mobil             |
| 5            | Sergej Firsanov  | Primož Roglič         | Marko Kump         | Oleksandr Soeroetkovitsj | František Sisr        | Synergy Baku            |
| 0Eindstanden | 0Eindstanden     | Primož Roglič         | Marko Kump         | Oleksandr Soeroetkovitsj | František Sisr        | Synergy Baku            |

2012 · 
2013 · 
2014 · 
2015 · 
2016 · 
2017
Etappewedstrijden

 Ster van Bessèges · 
 Ronde van de Algarve · 
 Ruta del Sol · 
 Ronde van de Haut-Var · 
 Driedaagse van West-Vlaanderen · 
 Internationale Wielerweek · 
 Internationaal Wegcriterium · 
 Driedaagse van De Panne-Koksijde · 
 Ronde van de Sarthe · 
 Ronde van Castilië en León · 
 Ronde van Trentino · 
 Ronde van Kroatië · 
 Ronde van Turkije · 
 Ronde van Yorkshire · 
 Ronde van Asturië · 
 Vierdaagse van Duinkerke · 
 Ronde van Azerbeidzjan · 
 Ronde van Madrid · 
 Ronde van Beieren · 
 Ronde van Picardië · 
 Ronde van Noorwegen · 
 World Ports Classic · 
 Tour des Fjords · 
 Ronde van Estland · 
 Ronde van België · 
 Ronde van Luxemburg · 
 Boucles de la Mayenne · 
 Ster ZLM Toer · 
 Ronde van Slovenië · 
 Route du Sud · 
 Sibiu Cycling Tour · 
 Ronde van Oostenrijk · 
 Ronde van Wallonië · 
 Ronde van Portugal · 
 Ronde van Burgos · 
 Ronde van Denemarken · 
 Ronde van de Ain · 
 Ronde van Tsjechië · 
 Arctic Race of Norway · 
 Ronde van de Limousin · 
 Ronde van Poitou-Charentes · 
 Ronde van Groot-Brittannië · 
 Ronde van Gévaudan Languedoc-Roussillon · 
 Eurométropole Tour
Eendaagse wedstrijden

 Trofeo Santanyí-Ses Salines-Campos · 
 Trofeo Andratx-Mirador d'Es Colomer · 
 Trofeo Serra de Tramuntana · 
 Trofeo Playa de Palma-Palma · 
 GP La Marseillaise · 
 Grote Prijs van de Etruskische Kust · 
 Ronde van Murcia · 
 Clásica de Almería · 
 Trofeo Laigueglia · 
 Omloop Het Nieuwsblad · 
 Classic Sud Ardèche · 
 GP Lugano · 
 La Drôme Classic · 
 Kuurne-Brussel-Kuurne · 
 Le Samyn · 
 Strade Bianche · 
 Ronde van Drenthe · 
 Dwars door Drenthe · 
 Nokere Koerse · 
 GP Nobili Rubinetterie · 
 Handzame Classic · 
 Ronde van Zeeland Seaports · 
 Classic Loire-Atlantique · 
 Grote Prijs van Cholet-Pays de Loire · 
 Dwars door Vlaanderen · 
 Classica Corsica · 
 Route Adélie de Vitré · 
 Grote Prijs Miguel Indurain · 
 Volta Limburg Classic · 
 Ronde van La Rioja · 
 Parijs-Camembert · 
 Scheldeprijs · 
 Klasika Primavera · 
 Brabantse Pijl · 
 GP Denain · 
 Ronde van de Finistère · 
 Tro Bro Léon · 
 La Roue Tourangelle · 
 Ronde van de Apennijnen · 
 Grote Prijs van de Somme · 
 Grote Prijs van Plumelec · 
 ProRace Berlin · 
 Boucles de l'Aulne · 
 GP Kanton Aargau · 
 Ronde van Keulen · 
 Ronde van Limburg · 
 Velothon Wales · 
 Halle-Ingooigem · 
 Trofeo Matteotti · 
 GP Cerami · 
 GP Industria & Artigianato-Larciano · 
 Prueba Villafranca de Ordizia · 
 Ronde van Toscane · 
 Circuito de Getxo · 
 Polynormande · 
 RideLondon Classic · 
 GP Stad Zottegem · 
 Arnhem-Veenendaal Classic · 
 GP Jef Scherens · 
 Druivenkoers Overijse · 
 Schaal Sels · 
 Brussels Cycling Classic · 
 GP Fourmies · 
 Velothon Stockholm · 
 Ronde van de Doubs · 
 Coppa Bernocchi · 
 Coppa Agostoni · 
 GP van Wallonië · 
 Kampioenschap van Vlaanderen · 
 Memorial Marco Pantani · 
 Grote Prijs Impanis-Van Petegem · 
 GP van Isbergues · 
 GP Industria & Commercio di Prato · 
 Omloop van het Houtland · 
 Duo Normand · 
 Ronde van de Drie Valleien · 
 Milaan-Turijn · 
 Ronde van Piemonte · 
 Ronde van het Münsterland · 
 Ronde van de Vendée · 
 Memorial Frank Vandenbroucke · 
 Coppa Sabatini · 
 Parijs-Bourges · 
 Ronde van Emilia · 
 GP Beghelli · 
 Parijs-Tours · 
 Nationale Sluitingsprijs · 
 Chrono des Nations